# مسلة شمشي أدد الخامس
مسلة شمشي أدد الخامس هي لوحة ضخمة من الآشوريين أقيمت في عهد شمشي أدد الخامس. تم اكتشاف اللوحة في منتصف القرن التاسع عشر في موقع كالح القديم (المعروف الآن باسم نمرود ) من قبل عالم الآثار البريطاني هرمزد راسام. يرجع تاريخ التمثال إلى الفترة ما بين 824-811 قبل الميلاد، وهو الآن جزء من مجموعة المتحف البريطاني للآثار الشرق أوسطية.

## اكتشاف
تم العثور على هذه اللوحة من قبل راسام في عام 1855 بالقرب من معبد نابو في نمرود. تم شحنها إلى لندن في العام التالي لتصبح جزءًا من المجموعة الآشورية في المتحف البريطاني، حيث يتم عرضها جنبًا إلى جنب مع أحجار كورخ الضخمة وبجوار المسلة السوداء لشلمانصر الثالث والمسلة البيضاء لآشورناصربال الأول.

## وصف

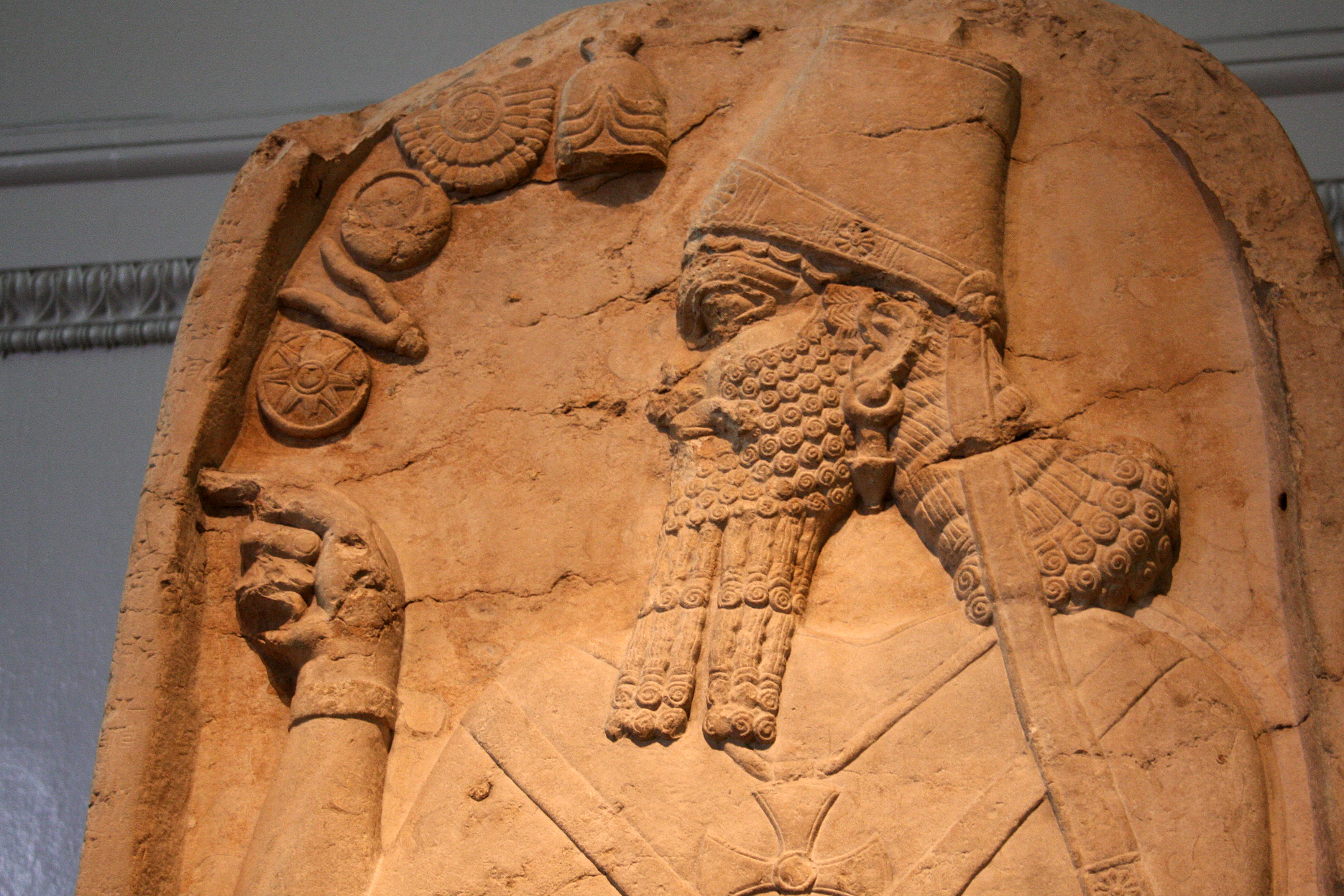
تفاصيل اللوحة التي تحمل رموز الآلهة

تصور اللوحة الملك الآشوري وهو يعبد خمسة آلهة بتنسيق مشابه جدًا للوحة آشورناصربال الثاني. ويظهر الملك مرتديًا قبعة مخروطية ولحية كاملة على الطراز القديم، ويده اليمنى ممتدة تنقر بأصابعها، ويده اليسرى تحمل صولجانًا، رمز السلطة الملكية. تم تمثيل الآلهة الخمسة رمزياً في الزاوية العلوية اليسرى من اللوحة: آشور بخوذة ذات قرون، وشمش بقرص مجنح، وسين بهلال، وأداد بخط متشعب، وعشتار على شكل نجمة. وتغطي جوانب اللوحة كمية كبيرة من النصوص المسمارية المكتوبة بأسلوب قديم قديم، وهي تسجل الحملات العسكرية للملك.

## قراءة إضافية
- جي إي ريد، النحت الآشوري (لندن، مطبعة المتحف البريطاني، 1998)
- AK Grayson, النقوش الملكية الآشورية (فيسبادن، أو. هاراسوفيتس، 1976)
- جيه إي كورتيس وجي إي ريد (المحرران)، الفن والإمبراطورية: كنوز من (لندن، مطبعة المتحف البريطاني، 1995)
- أ.ه. لايارد، اكتشافات في أنقاض نينوى وبابل (لندن، ج. موراي، 1853)